# Фајто (Кампобасо)
Фајто је насеље у Италији у округу Кампобасо, региону Молизе.
Према процени из 2011. у насељу је живело 33 становника. Насеље се налази на надморској висини од 698 м.